# Aloe khamiesensis
Aloe khamiesensis är en grästrädsväxtart som beskrevs av Neville Stuart Pillans. Aloe khamiesensis ingår i släktet Aloe och familjen grästrädsväxter. Inga underarter finns listade i Catalogue of Life.